# Amfreville-les-Champs (Seine-Maritime)
Amfreville-les-Champs ist eine französische französische Gemeinde mit 190 Einwohnern (Stand 1. Januar 2022) im Département Seine-Maritime in der Region Normandie. Sie gehört zum Arrondissement Rouen und zum Gemeindeverband Communauté de communes Plateau de Caux. Die Bewohner werden Amfrevillais und Amfrevillaises genannt.

## Geografie
Die Gemeinde liegt in der Landschaft Pays de Caux, etwa 37 Kilometer nordwestlich der Stadt Rouen. Nachbargemeinden von Amfreville-les-Champs sind Berville-en-Caux im Norden, Ouville-l’Abbaye im Osten, Criquetot-sur-Ouville im Südosten, Grémonville im Süden, Yvecrique im Westen sowie Doudeville im Nordwesten.
In der Gemeinde gibt es keine oberirdischen Fließgewässer; die Niederschläge versickern im kalkhaltigen Boden. Bis auf den kleinen Forst Bois d’Ouvilleim äußersten Osten besteht das Gemeindeareal aus Acker- und Wiesenflächen. Neben dem namengebenden Dorf Amfreville-les-Champs gehören zur Gemeinde die Weiler Yémanville und Gueulleville sowie mehrere verstreut liegende Bauernhöfe.

## Geschichte
Um 1240 wurde der Ort erstmals als Amfrevilla genannt. Im Jahr 1369 tauchte die Schreibweise Anfreville es camps auf. Man nimmt an, dass der skandinavische Vorname Ásfridr als Ursprung angesehen werden kann.
Eine Pfarrei in Amfreville bestand bereits innerhalb des Dekanats von Canville-les-Deux-Églises laut einer Urkunde vom 30. Januar 1249, die von Eudes Rigaud, Erzbischof von Rouen stammt. Die Südwand des Kirchenschiffes der heutigen Pfarrkirche Saint-Pierre wurde 1682 errichtet, der Anbau der Sakristei datiert auf das Jahr 1867. Einige Teile der Kirche wie das Piscinium stammen aus dem 13. Jahrhundert.
Ein monumentales Kreuz auf dem Friedhof stammt aus dem Jahre 1619, das Bürgermeister- und Schulgebäude (Mairie-école) wurde 1876 gebaut.
Bis zur Französischen Revolution hieß die Gemeinde Amfreville. Um sie (postalisch) von anderen gleichnamigen Gemeinden zu unterscheiden, wurde die Gemeinde 1801 in Amfreville-les-Champs umbenannt – ungeachtet dessen, dass es im Nachbar-Département Eure bereits eine Gemeinde namens Amfreville-les-Champs gab.

### Bevölkerungsentwicklung
| Jahr                       | 1962 | 1968 | 1975 | 1982 | 1990 | 1999 | 2011 | 2021 |
| Einwohner                  | 130  | 105  | 96   | 80   | 111  | 99   | 169  | 184  |
| Quellen: Cassini und INSEE |      |      |      |      |      |      |      |      |

Im Jahr 1841 wurde mit 466 Bewohnern die bisher höchste Einwohnerzahl ermittelt. Die Zahlen basieren auf den Daten von cassini.ehess und INSEE.

## Sehenswürdigkeiten
- Pfarrkirche Saint-Pierre
- Bauernmuseum im Weiler Yémonville mit Dauerausstellungen zur Tradition des Leinanbaus und der Flachsgewinnung[5]

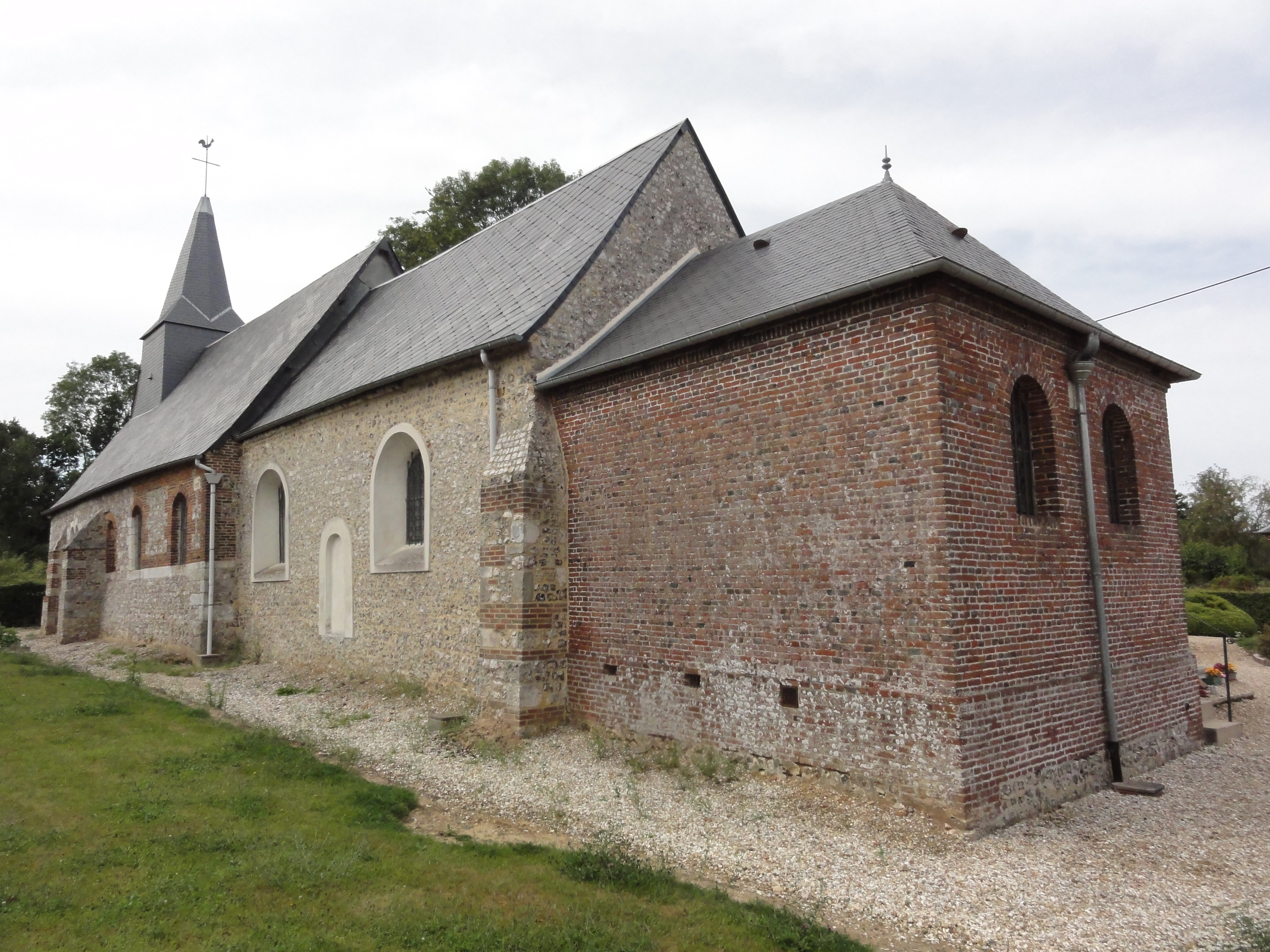
Pfarrkirche Saint-Pierre
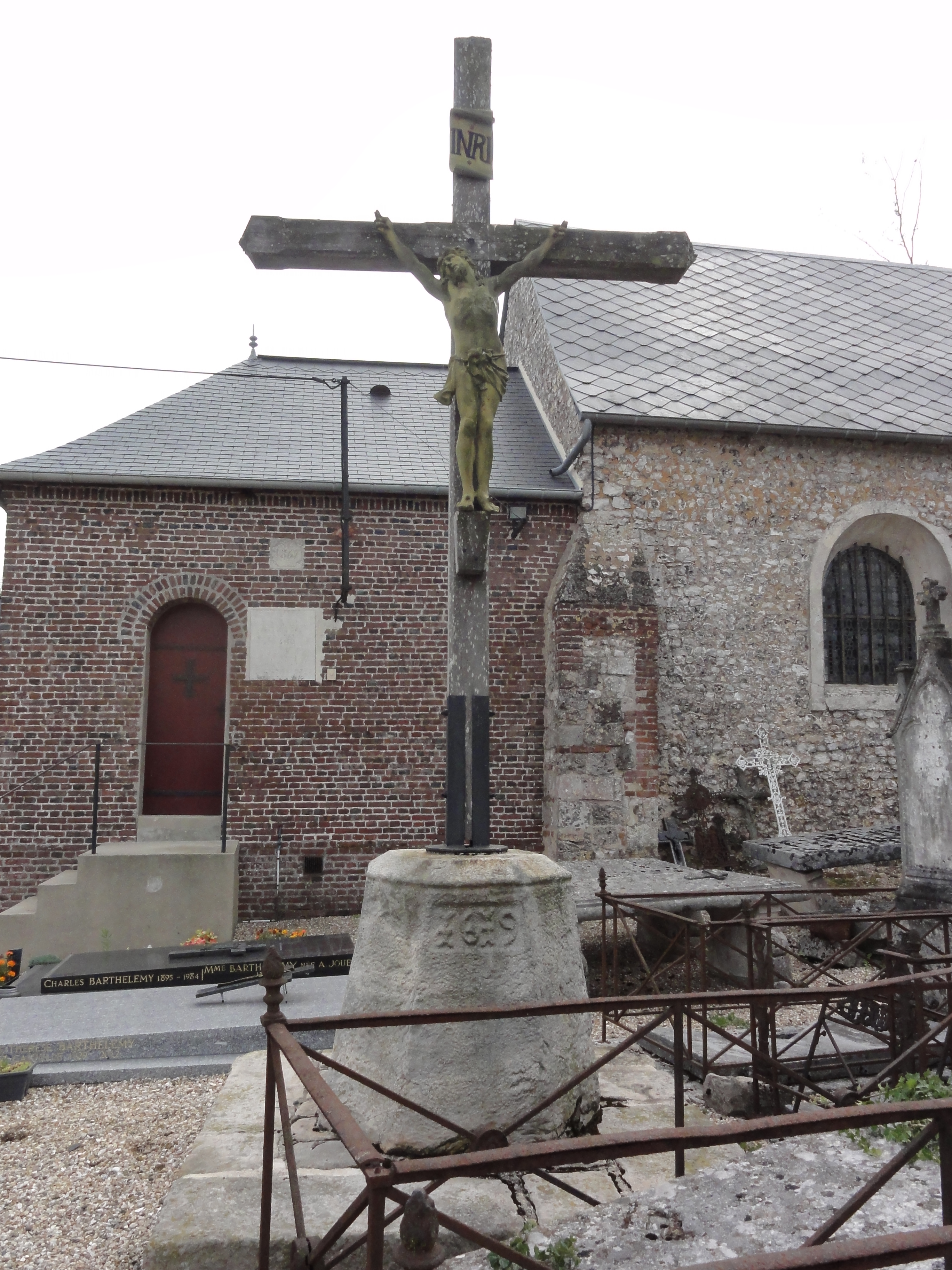
Friedhofskreuz
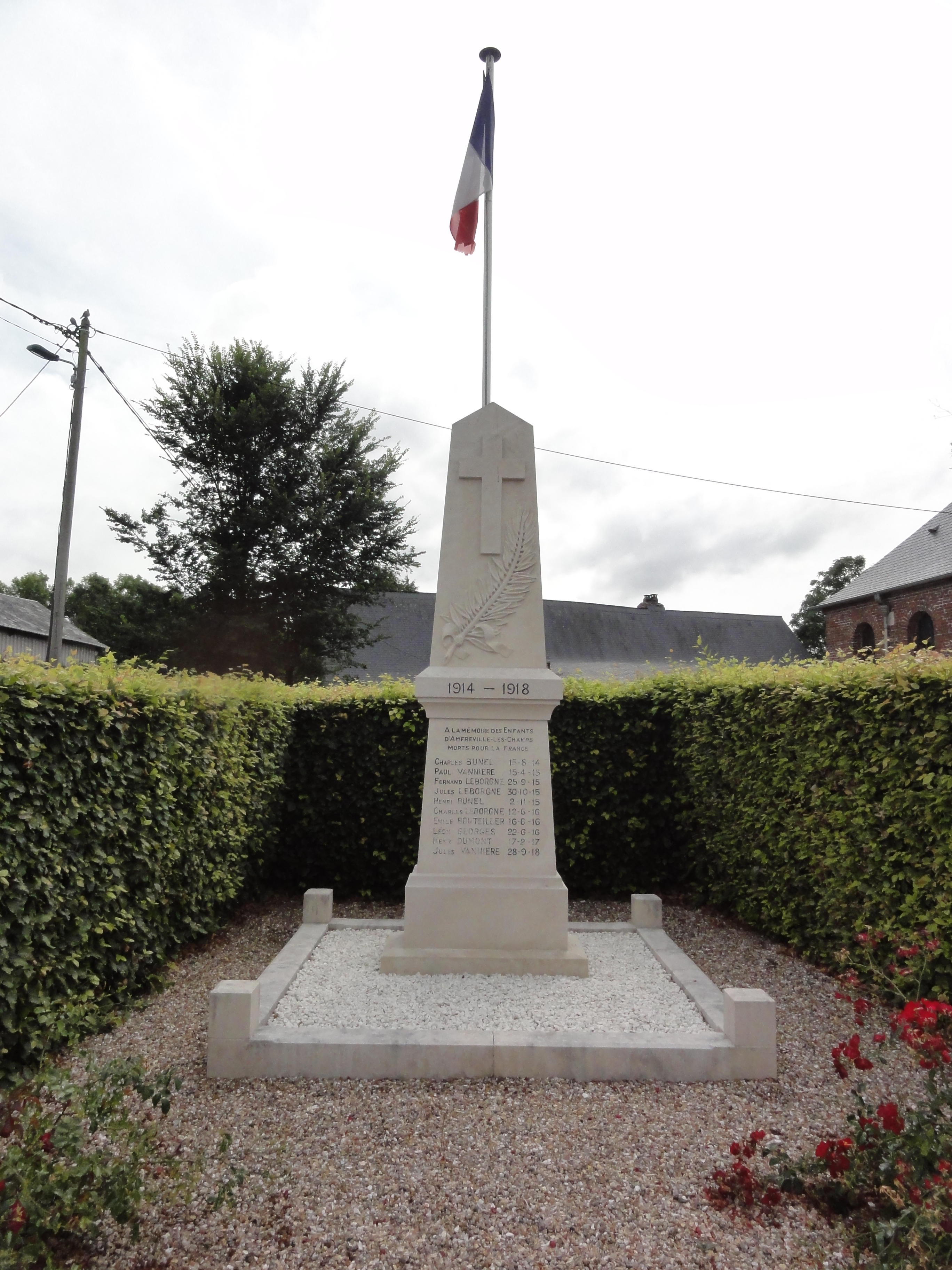
Gefallenendenkmal

## Wirtschaft und Infrastruktur
Die Landwirtschaft spielt immer noch eine wichtige Rolle in der Gemeinde. Der hier bis ins 20. Jahrhundert hinein dominierende Flachsanbau wurde inzwischen von der Getreideproduktion verdrängt. In Amfreville-les-Champs sind zehn Landwirtschaftsbetriebe ansässig (Getreideanbau, Milchviehhaltung, Rinder- und Kaninchenzucht) Einige Arbeitsplätze bieten Handwerksbetriebe (Zimmerei, Trockenbau), darüber hinaus sind zahlreiche Bewohner Wegpendler in umliegende größere Städte.
Amfreville-les-Champs ist Grundschulstandort und durch ein gut ausgebautes Straßennetz in alle Richtungen mit den umliegenden Städten und Gemeinden verbunden. Der Bahnhof im acht Kilometer entfernten Motteville liegt an der Bahnlinie von Paris Gare Saint-Lazare nach Le Havre (Ligne de Paris-Saint-Lazare au Havre). Sechs Kilometer südlich von Amfreville-les-Champs besteht Anschluss an die Autobahn A 29.

## Belege
1. ↑   Geschichte des Ortes (Memento vom 6. April 2015 im Internet Archive) (französisch)
2. ↑  Notice Communale Amfreville (76) und Notice Communale Amfreville (27) Gemeindenamen auf cassini.ehess.fr (französisch)
3. ↑  Amfreville-les-Champs auf cassini.ehess
4. ↑  Amfreville-les-Champs auf INSEE
5. ↑  ecomusee-pays-de-caux auf www.normandie-tourisme.fr (französisch)
6. ↑  Landwirtschaftsbetriebe auf annuaire.mairie.fr (französisch)